# Totum
En pharmacognosie, le totum d'une plante est une notion désignant la globalité des principes actifs et molécules présentes dans la matière première végétale de cette plante,.

## Etymologie
En français, Totum est un nom masculin provenant du latin totum (substantif) signifiant « le tout, l’ensemble, la totalité », lui-même dérivant de l'adjectif latin totus qui signifie « tout ».
Le terme exprime en français une globalité indéfinie. Par adjonction d'un  substantif, il prend la valeur d'un qualificatif exprimant l'intégralité d'une notion. Ce terme issu de contextes scientifiques est de plus en plus fréquemment détourné à des fins mercantiles par le marketing.

### Définition
Obtenu grâce à des galéniques récentes, le totum a toujours été l'objectif ultime de tous les herboristes. Son but théorique est d'obtenir l'intégralité d'une plante et donc d'en conserver tous les bienfaits et tous les principes actifs.
Propres à l'étude des plantes médicinales, le totum d'une plante est supérieur à celui de ses constituants, et fait acquérir aux patients des effets supérieurs, parfois indésirables.
Dans le cas des huiles essentielles, le totum est l'« ensemble de toutes les molécules d’une huile essentielle, récupérées après une distillation douce, complète et non fractionnée », sachant qu'un huile essentielle (distillée à partir d'une plante aromatique) contient jusqu'à des centaines de molécules différentes, chacune présente en quantité variable, parfois infime. Ces huiles contiennent néanmoins 3 à 10 constituants majeurs (> à 1%).

« L’action de l’huile essentielle entière, recueillie dans son intégralité, s’avère souvent plus importante et diffère de celle de ses principes actifs pris isolément. Ainsi, on constate notamment une toxicité différente, souvent diminuée, pour l’huile essentielle totale, prise dans sa globalité, par rapport à l’utilisation de certains de ses constituants pris isolément ».

### Technique
C'est principalement la mise au point du cryobroyage qui a permis de préserver l'intégralité des principes actifs d'une plante. Fragiles, les plantes se détériorent rapidement lorsqu'elles subissent des transformations. Le cryobroyage consiste à pulvériser de l'azote liquide à −196 °C sur la partie active d'une plante et de la broyer à froid, évitant les dégradations par le chauffage et le séchage. Contrairement à la chaleur, le froid n'endommage pas la structure enzymatique des plantes, et évite l'extraction par solvant, autre technique abîmant les plantes.

## Voir plus loin

### Pages connexes
- Pharmacognosie